# Église de Norvège
L’Église de Norvège (Den norske kirke), également connue sous le nom d’Église protestante-luthérienne de Norvège, est l’Église d’État de la Norvège jusqu'au 21 mai 2012. 
L'Église de Norvège est de confession luthérienne. Elle est la première confession du pays avec
près de 3,83 millions de fidèles, représentants 77 % de la population en 2011.

## Histoire
L’Église de Norvège trouve son origine au IXe siècle, lors de l’introduction du christianisme dans le pays. La conversion de la Norvège demanda plusieurs siècles et n’alla pas sans difficulté, comme en témoigne la bataille de Stiklestad. Néanmoins, à compter de la fin du XIIe siècle, l’archevêché catholique de Nidaros (aujourd’hui Trondheim) réussit à couvrir la totalité du pays ainsi qu’un grand nombre de terres sous domination norvégienne : Islande,  Groenland, île de Man, Orcades, Shetland, îles Féroé, Hébrides…

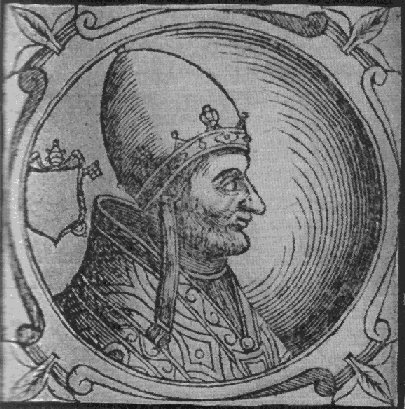
Le pape anglais Adrien IV a influencé l'histoire de l'Église de Norvège.

En effet, pendant cette période en retrouvera entre autres l'influence du futur pape anglais Adrien IV qui viendra établir le cadre de l'Église de Norvège par des interventions majeures à la suite des demandes du pape Eugène III. Il organisera l'Église de Norvège selon le modèle romain. Il constituera la province ecclésiastique de Norvège, avec Nidaros, aujourd'hui Trondheim, comme métropole.
La Réforme luthérienne, en Norvège, fut décidée dès 1537, lorsque le roi Christian III de Danemark imposa la nouvelle confession comme religion officielle de la Norvège et du Danemark. La couronne s’empara des biens de l’Église catholique, et quelques lieux de culte furent abandonnés ou détruits. Ces évènements, comme en Angleterre, concrétisèrent la fusion de l’Église et de l’État, qui perdure jusqu’en 2012.
À partir de 1661, le clergé fut constitué de personnes désignées par le roi régnant, mais les questions théologiques furent laissées au soin des évêques.
En Norvège, le mouvement piétiste, incarné dans une large mesure par Hans Nielsen Hauge, servit à rapprocher les croyants et les membres du clergé, une tendance s’observant toujours aujourd’hui. En 1873, l’Église accepta en son sein les congrégations laïques, bien qu’en ne leur octroyant au début que peu d’influence. Des réunions informelles commencèrent à avoir lieu tous les deux ans, et acquirent un statut officiel en 1982.
À partir de 1905, l’Église de Norvège connaît un Réveil chrétien sous l'influence d'Albert Lunde, un jeune Norvégien qui rentre des États-Unis pénétré des idées et des méthodes de l'Armée du Salut et de Dwight L. Moody. Ce mouvement, qui touche de nombreux Norvégiens, n'occasionne aucune scission dans l'Église de Norvège car Lunde souhaite rester dans l'église luthérienne. Lunde fonde néanmoins une Société protestante, préside la Société des missions norvégienne luthérienne
.
Au cours de la Seconde Guerre mondiale, la vaste majorité du clergé norvégien s’est désolidarisée du gouvernement collaborationniste de Vidkun Quisling, se contentant d’assurer de simples fonctions de pasteurs au niveau des paroisses.
Depuis, un certain nombre de changements dans la structure de l’Église sont intervenus, notamment pour institutionnaliser la participation des laïques à son fonctionnement.

## Organisation
Jusqu'en mai 2012, L’Église de Norvège était reconnue comme Église d’État dans la constitution du pays. Son gouverneur suprême est le roi régnant, lequel a l’obligation d’être de confession luthérienne. Les lois régissant le fonctionnement et le budget de l’Église de Norvège étaient votées par le Parlement, et exécutées par le ministère des Églises.  Le 21 mai 2012, les parlementaires norvégiens abolissent cette disposition constitutionnelle faisant de l’Église protestante luthérienne l’Église d’État : L’État n’est plus confessionnel et la notion de « religion publique » disparait, à l'instar de l'impôt ecclésiastique même si l’État conserve la tâche de soutenir l’Église en tant que communauté de croyants. L’Église norvégienne est substituée à l'État pour la nomination des évêques et doyens tandis qu'il n'est plus nécessaire pour les membres du gouvernement d'appartenir à cette Église.
La direction de l’Église est  assurée par deux structures, l’une synodale et l’autre épiscopale (voir plus bas).

### Subdivisions
L’Église de Norvège compte 1 600 églises ou chapelles. Le pays est divisé en 1 298 paroisses et 100 doyennés ruraux. À la tête de chaque paroisse se trouvent un pasteur et un conseil paroissial élu par la communauté.
Mais la structure générale de l’Église repose surtout sur la division du pays en onze diocèses, avec un évêque à la tête de chacun d’eux. Contrairement à l'Église de Suède, mais comme l'Église du Danemark, il n'y a pas d'archidiocèse.

Carte des diocèses de l'Église de Norvège.

| Nom               | Siège du diocèse | Zone couverte                                |
| ----------------- | ---------------- | -------------------------------------------- |
| Oslo              | Oslo             | Comté d’Akershus                             |
| Borg              | Fredrikstad      | Comté d’Østfold                              |
| Hamar             | Hamar            | Comtés de Hedmark et d’Oppland               |
| Tønsberg          | Tønsberg         | Comté de Vestfold                            |
| Agder et Telemark | Kristiansand     | Comtés de Aust-Agder, Telemark et Vest-Agder |
| Stavanger         | Stavanger        | Comté de Rogaland                            |
| Bjørgvin          | Bergen           | Comtés de Hordaland et de Sogn og Fjordane   |
| Møre              | Molde            | Comté de Møre og Romsdal                     |
| Nidaros           | Trondheim        | Trøndelag                                    |
| Sør-Hålogaland    | Bodø             | Comté de Nordland                            |
| Nord-Hålogaland   | Tromsø           | Comtés de Troms et de Finnmark               |

### Synode général
Le Synode Général est la plus haute instance représentative de l’Église, comme dans toutes les églises de régime presbytérien synodal. Il se réunit une fois par an. Il se compose de 85 membres, à raison d’une délégation de sept ou huit personnes par diocèse. On trouve dans une délégation :
- l’évêque ;
- quatre membres laïques de l’Église, nommés par les congrégations locales ;
- un autre membre laïque désigné par les salariés locaux de l’Église ;
- un membre du clergé, désigné par ses pairs ;
- pour les deux diocèses les plus septentrionaux, un représentant de la communauté lapone.

En plus des 11 délégations diocésaines, sont présents des représentants d’autres organisations affiliées, comme les trois séminaires que compte l’Église ou l’association des jeunes.

### Conférence des évêques

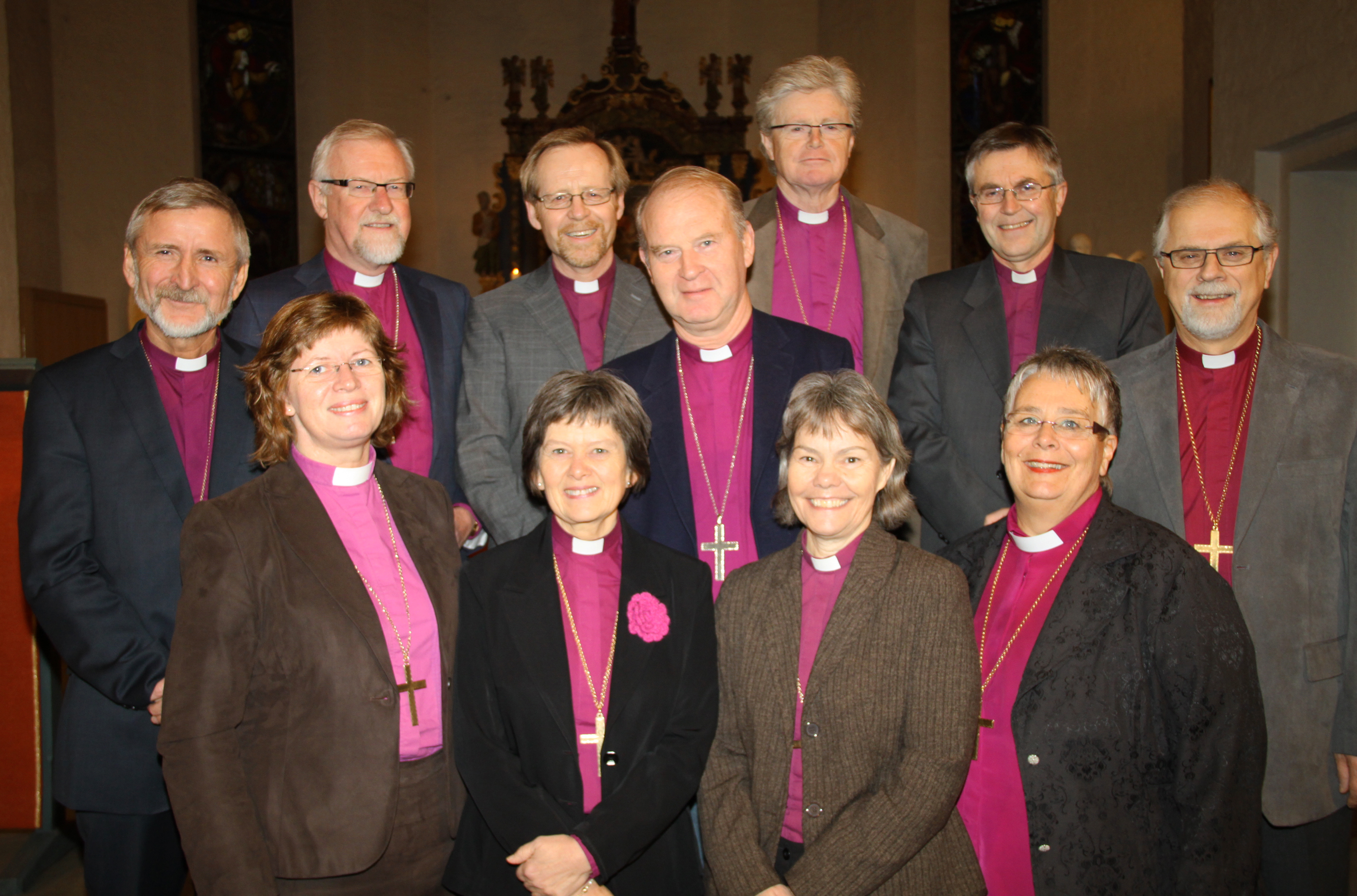
Collège épiscopal, novembre 2009.
En haut : Erling Pettersen, Ole Christian Kvarme, Halvor Nordhaug, Olav Skjevesland, Tor Berger Jørgensen, Tor Singsaas et Per Oskar Kjølaas.
En bas : Ingeborg Midttømme, Helga Haugland Byfuglien, Laila Riksaasen Dahl et Solveig Fiske.

La Conférence des évêques, rassemblant les onze évêques de l’Église, se réunit trois fois par an. Il s’agit d’un organe consultatif, émettant des opinions sur des sujets variés, pouvant aller de la vie quotidienne de l’Église à des questions théologiques.

### Conseil national
Le Conseil national se réunit cinq fois par an. Il comprend quinze membres, dont dix laïques, quatre membres du clergé et un évêque. Sa tâche consiste notamment à étudier et préparer l’ordre du jour du Synode Général, puis à veiller à l’exécution des décisions de ce même synode. Le Conseil National dispose de plusieurs groupes de travail permanents, dédiés à l’étude de différents thèmes tels que l’éducation, la jeunesse…

## L’Église de Norvège aujourd’hui
L’Église de Norvège a parfois eu tendance à influer sur des questions politiques, ce qui suscite régulièrement des polémiques. La séparation de l’Église et de l’État a longtemps fait l’objet de débats en Norvège avant d'être concrétisée par le vote du parlement du 21 mai 2012.
Même si la plupart des Norvégiens n’ont recours à l’Église que pour les grands évènements de la vie, les traditions et les institutions religieuses restent très appréciées. Par ailleurs, l’Église de Norvège a une importante tradition d'aide sociale, s'appuyant sur les paroisses et le volontariat.